# Mohammed Youssef al-Najjar
Pour les articles homonymes, voir Abu Yusuf.
Mohammed Youssef al-Najjar, ou Muhammad Yûsuf al-Najjâr, (1930 - 10 avril 1973) était un homme politique palestinien appartenant au Fatah (sous le nom de code Abou Youssef, ou Abû Yûsuf). En 1973, il était le numéro 2 du Fatah avant son assassinat par le Mossad à Beyrouth, au côté de Kamal Adouan et Kamal Nasser, dans le cadre de l'Opération Colère de Dieu.

## Biographie
Mohammed Youssef al-Najjar est né en 1930 (ou 1929 ?) à Yebna (Al-Majdal), près de Jaffa, en Palestine. Il fait des études secondaires à l'école Al-Ibrahimiyyeh de Jérusalem. En 1948, durant l'exode palestinien, il est contraint de fuir avec sa famille vers les camps de réfugiés de Gaza, notamment au camp de Rafah. Il enseigne dans ce camp jusqu'en 1956 (quand il n'est pas interné).
En 1951, il intègre les Frères musulmans. Il est aussi engagé dans la future Union générale des étudiants palestiniens. Au début de l'année 1954, il est arrêté en Égypte pour avoir manifesté en faveur de la création d'une armée palestinienne. Libéré quelques mois plus tard, il retourne dans les prisons égyptiennes en mars 1955 pour deux années après son opposition au déplacement de réfugiés palestiniens dans le nord du Sinaï. À sa libération en 1957, il embarque pour la Syrie, rejoint ensuite Amman (Jordanie) puis part au Qatar où il travaille comme enseignant. Après avoir quitté les Frères musulmans en 1958, il établit des cellules secrètes pro-palestiniennes dans les pays du Golfe, dont l'Arabie saoudite. Mohammed Youssef al-Najjar est alors proche de Yasser Arafat et de Salah Khalaf (dit Abou Iyad) ; il sera l'un des premiers membres du Fatah (1959).
De retour en Cisjordanie, il se voit confier le commandement militaire des fedayins. Membre du comité central du Fatah (il le restera jusqu'à sa mort), sa rivalité avec Yasser Arafat débute en 1965 ; ce dernier lui prend sa place. Youssef al-Najjar est nommé membre du comité exécutif de l'Organisation de libération de la Palestine (OLP) lors de son 5e congrès (février 1969). La même année, il est nommé président du Haut Comité palestinien au Liban ; il est alors en quelque sorte écarté par Arafat. Mais en juillet 1971, après les évènements de septembre 1970 en Jordanie, l'OLP se tourne vers le Liban. Abou Youssef revient sur le devant de la scène. Il devient chef des services de renseignements et de contre-espionnage du Fatah.
Directeur d'opérations dans l'organisation Septembre noir, on l'accuse d'avoir participé à l'assassinat du premier ministre de Jordanie Wasfi Tall (28 novembre 1971). Son ami Kamal Adouan est alors nommé chef des opérations en Israël et dans les Territoires occupés et Kamal Nasser devient un membre important du comité exécutif de l'OLP. En 1972, il est le chef du mouvement Septembre noir. À ce titre, il est considéré comme responsable de la prise d'otages des Jeux olympiques de Munich en 1972.

## Assassinat
Tenu pour responsable par les Israéliens du massacre de Munich (1972), son nom est inscrit sur la « liste Golda » des personnalités palestiniennes à éliminer. L'État d'Israël lance rapidement l'opération Colère de Dieu, aussi connue sous les appellations Baïonnette ou Vengeance de Munich. Il commence à liquider certains cadres de l'OLP impliqués dès octobre 1972. Le 10 avril 1973, un commando de l'opération Printemps de la Jeunesse (dirigée par Ehud Barak) débarque à Beyrouth, au Liban. Abou Youssef et sa femme sont abattus dans leur chambre à coucher quand les assaillants investissent leur appartement. D'autres membres du commando assassinent Kamal Adouan et Kamal Nasser le même soir.
Quelques jours plus tard, on accusera Yasser Arafat, qui risquait sérieusement de perdre sa place de leader du Fatah et de l'OLP, d'avoir fait en sorte que les trois hommes se trouvent ce soir là au même endroit, près de la côte, et avec une mauvaise protection. Interviewé par le journal beyrouthin L'Orient-Le Jour deux mois plus tôt, Mohammed Youssef al-Najjar avait pourtant déclaré : « Nous plantons les graines, et d'autres récolteront... Plus probablement, nous allons tous mourir, assassinés par un ennemi féroce. Mais des jeunes nous remplaceront et ils mourront eux aussi. »

### Sources
- (en) J. Bowyer Bell, Assassin : Theory and Practice of Political Violence, New Brunswick, Transaction Publishers, 2005.